# 青神县
青神县是中国四川省眉山市所辖的一个县。总面积386.8平方公里，2002年人口20万人。

## 行政区划
青神县下辖1个街道办事处、4个镇、2个乡：
青竹街道、汉阳镇、瑞峰镇、西龙镇、高台镇、白果乡和罗波乡。

## 特产
青神竹编：中国地理标志产品。